# Comté de Costilla
Le comté de Costilla est un comté du Colorado. Son siège est San Luis. L'autre municipalité du comté est Blanca.
Créé en 1861, le comté est nommé en référence à la Costilla River.

## Démographie
| 1870  | 1880  | 1890  | 1900  | 1910  | 1920  |
| ----- | ----- | ----- | ----- | ----- | ----- |
| 1 779 | 2 879 | 3 491 | 4 632 | 5 498 | 5 032 |

| 1930  | 1940  | 1950  | 1960  | 1970  | 1980  |
| ----- | ----- | ----- | ----- | ----- | ----- |
| 5 779 | 7 533 | 6 067 | 4 219 | 3 091 | 3 071 |

| 1990  | 2000  | 2010  | - | - | - |
| ----- | ----- | ----- | - | - | - |
| 3 190 | 3 663 | 3 524 | - | - | - |

## Photos

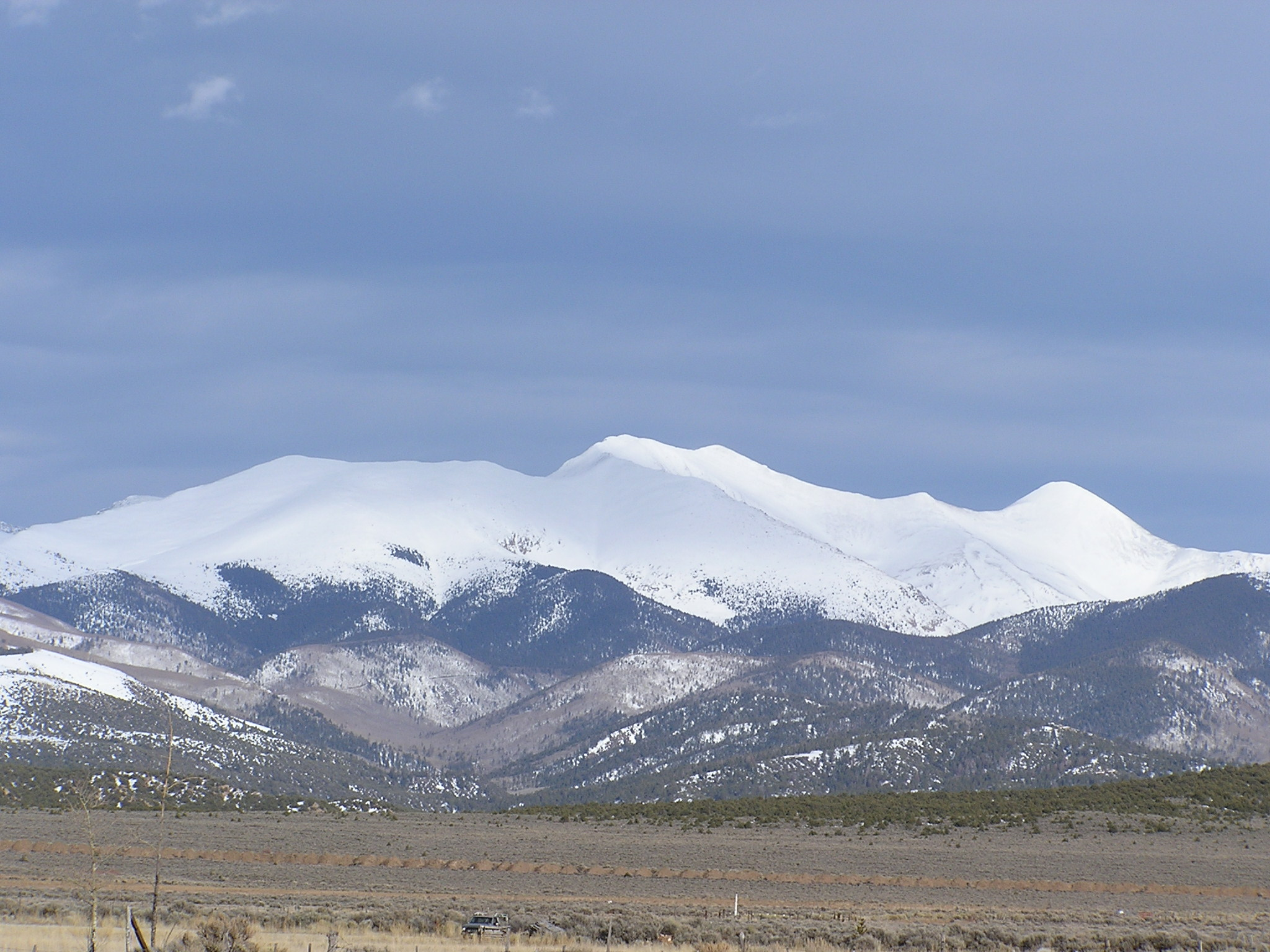
Le pic Culebra.
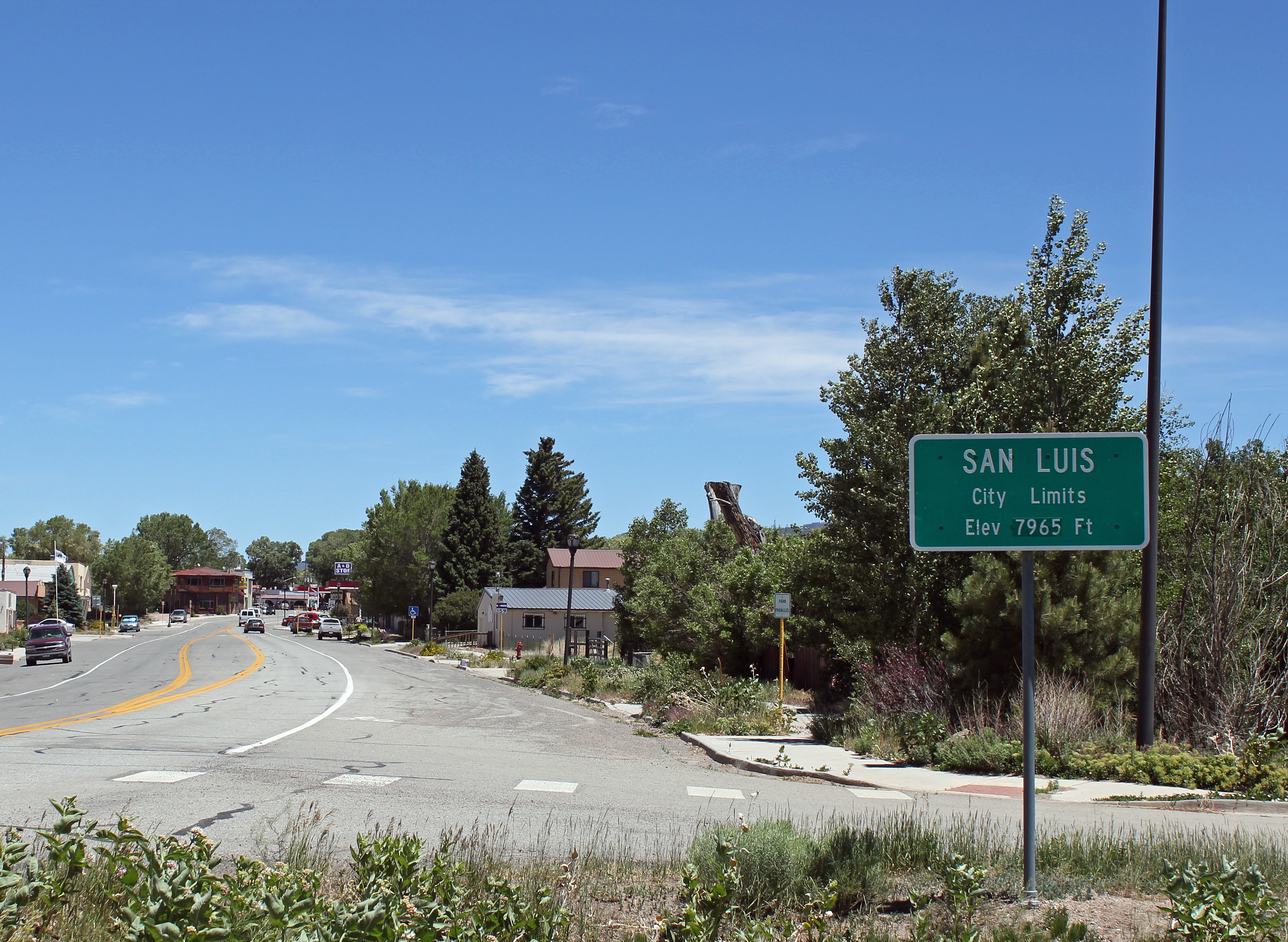
Entrée de San Luis.
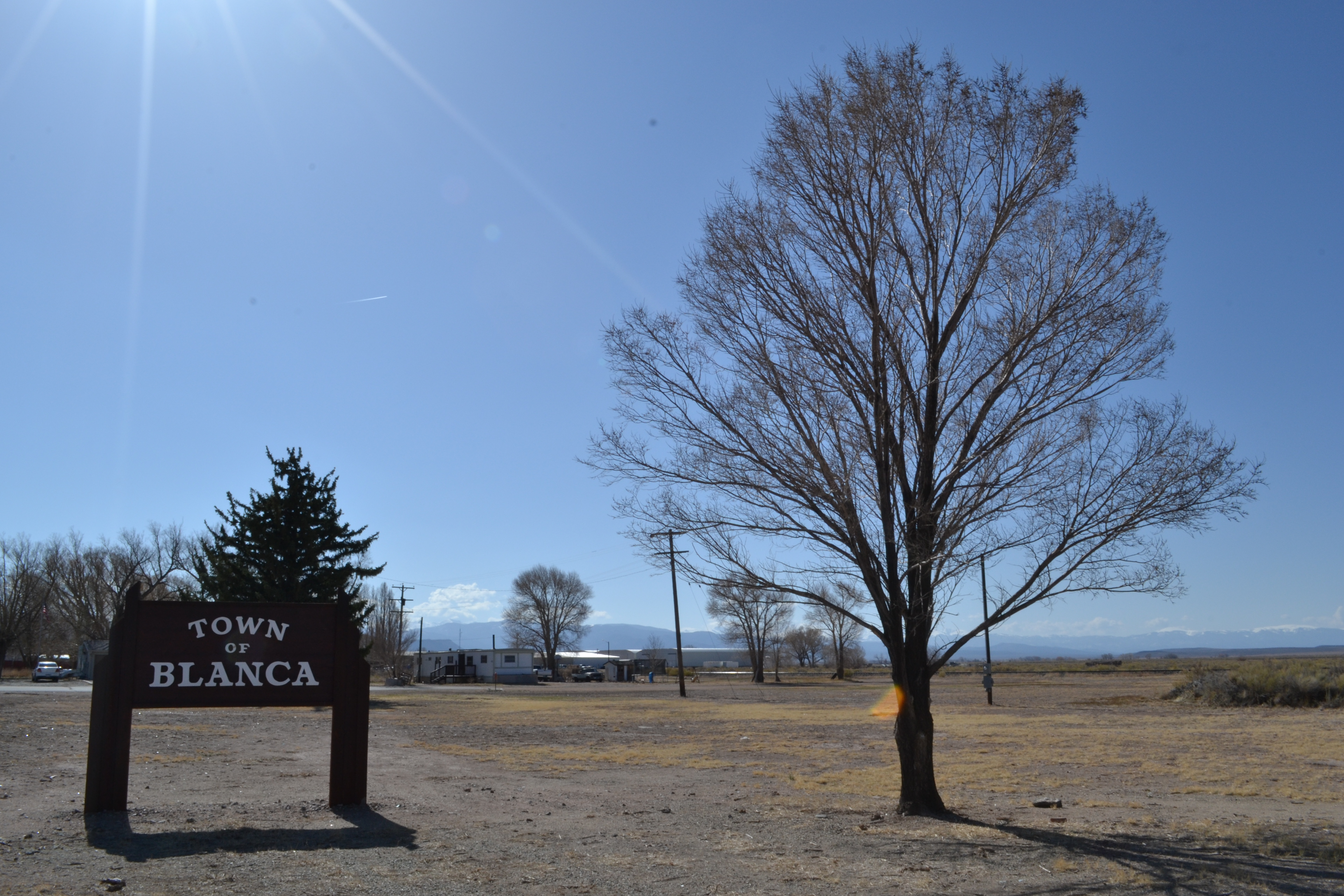
Blanca.
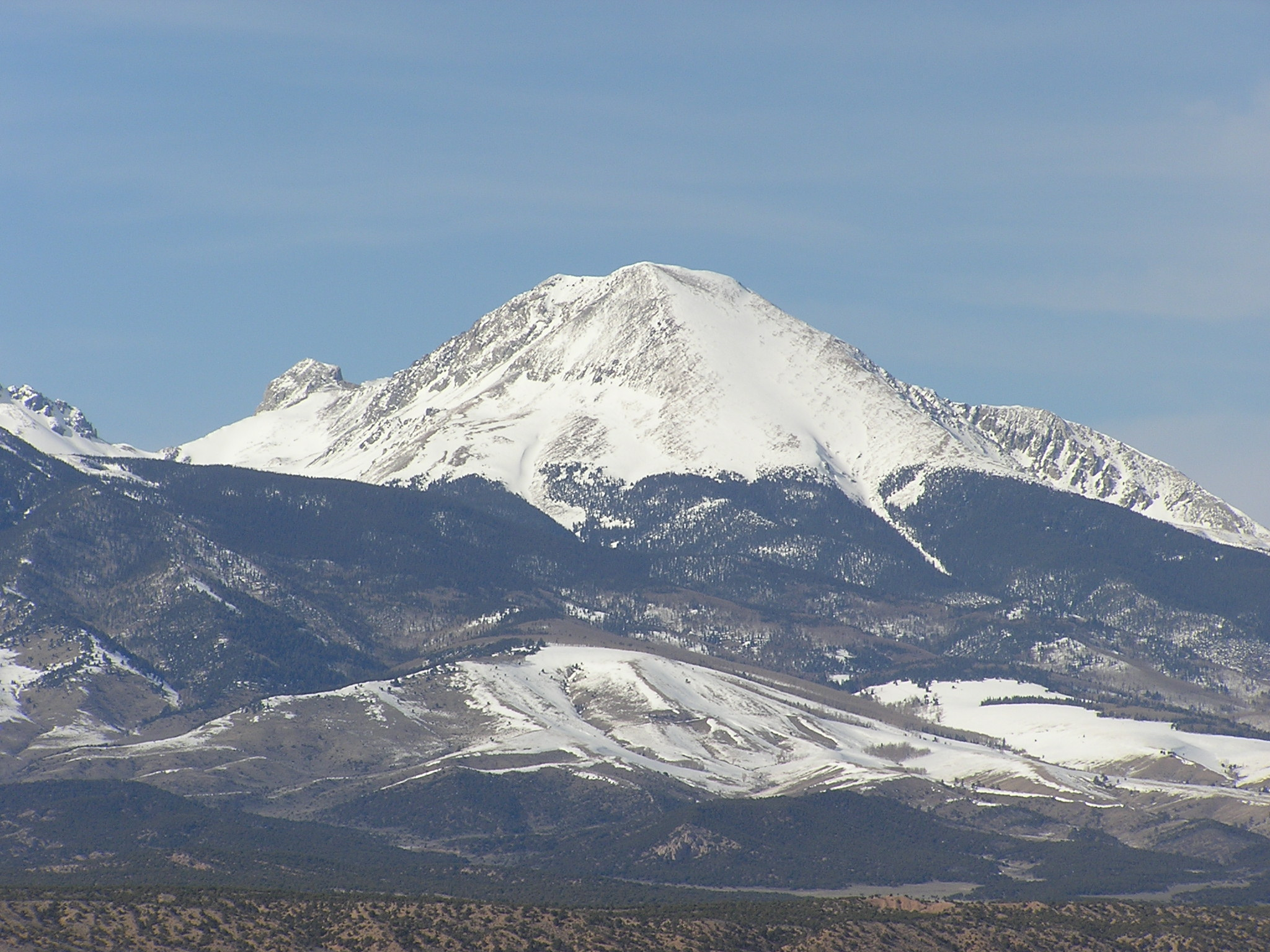
Vue du mont Lindsey depuis l'U.S. Route 160 au sud de Fort Garland.
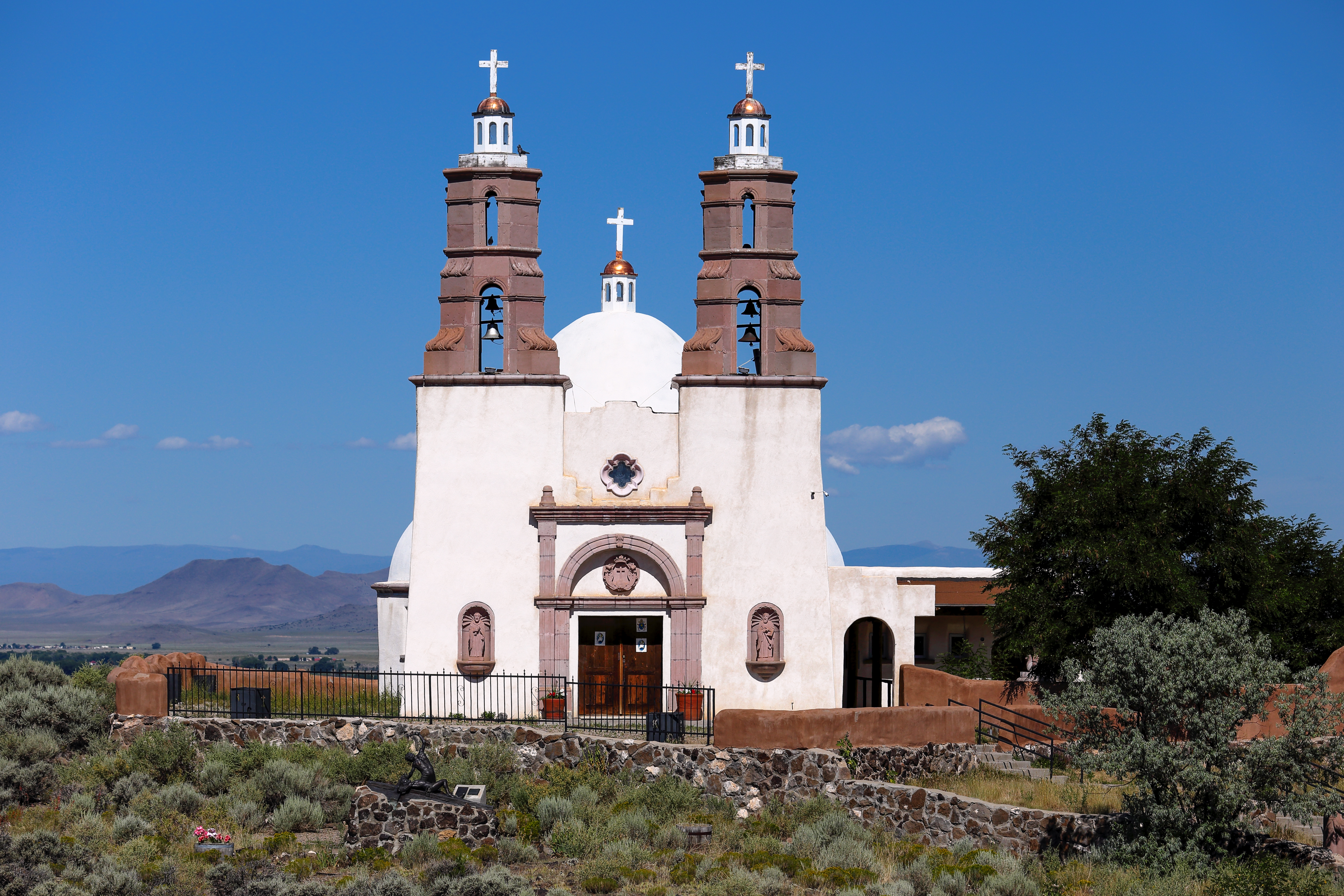
Capilla de Todos los Santos (Chapelle de tous les saints) à San Luis
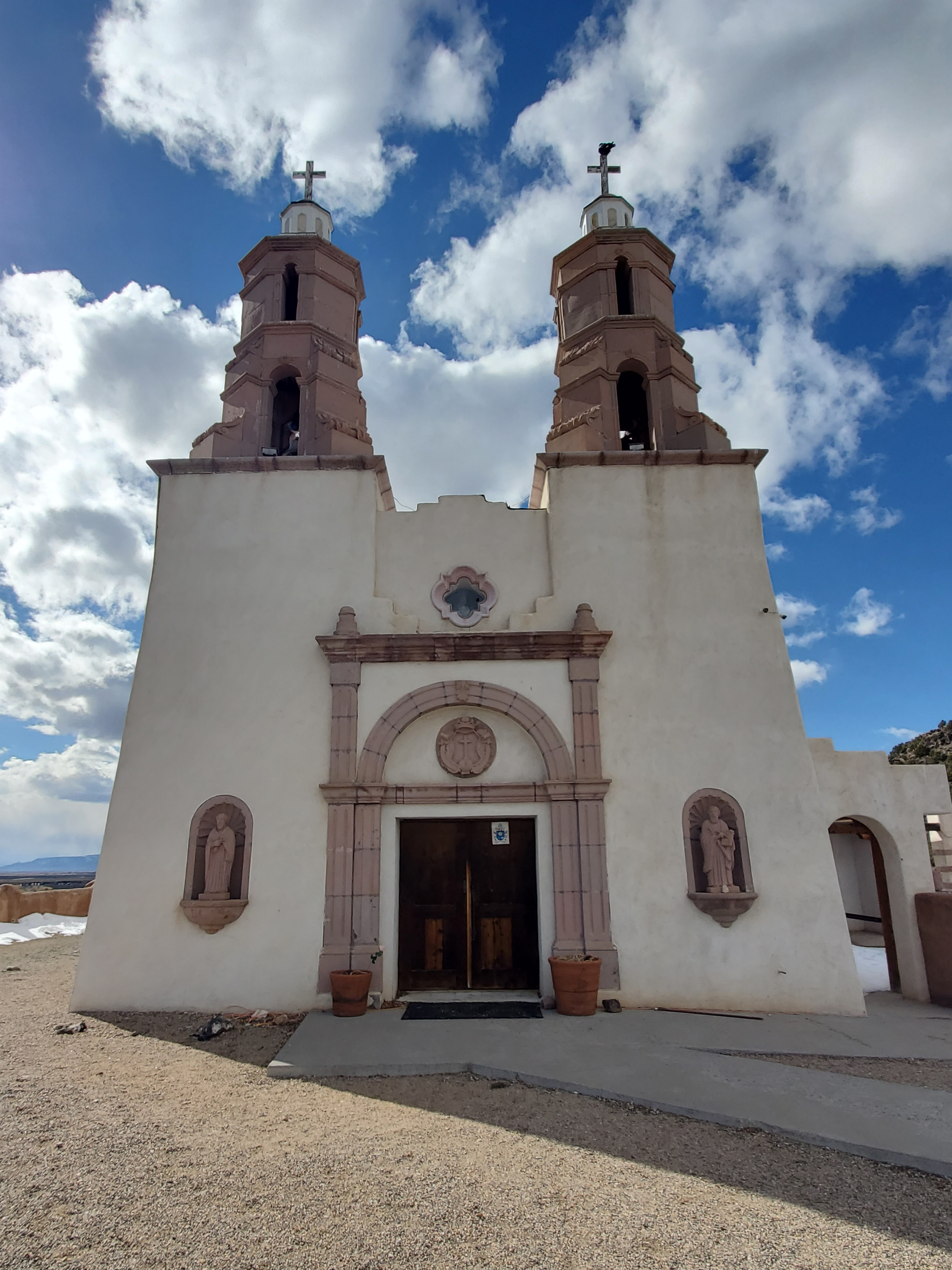